# Kuusijärvi (Vantaa)
Kuusijärvi est un lac situé dans le quartier Kuninkaanmäki de Vantaa en Finlande.

## Géographie
Le petit lac, situé entre Kuninkaanmäki et Päiväkumpu, est une zone de loisirs précieuse car il est situé à proximité des centres de population et des routes principales,
En été, la plage du lac est populaire et en hiver, la natation libre est pratiquée dans le lac Kuusijärvi.
Le lac Kuusijärvi mesure 440 mètres de long et 240 mètres de large. 
La surface du lac est de 7,22 hectares et la longueur de son rivage est de 1,33 kilomètre.
Il est entouré de sentiers de randonnées dans les environs et ses rives sont boisées. Le Kuusijärvi s'écoule de son coin nord-est dans la rivière Krapuoja, qui se jette dans la mer à Kapellviken dans le quartier Östersundom d'Helsinki.
Environ 800 mètres séparent le Kuusijärvi du parc national de Sipoonkorpi.
Les deux zones forestières sont reliées par le pont Sudentassu de 120 mètres de long. 
La zone du lac a été appelée la "porte d'entrée de Sipoonkorpi",.

## Transports en commun
Le lac est desservi par les bus de la région d'Helsinki:
De l'arrêt Kuusijärvi
- 736 Tikkurila–Hakunila–Kuninkaanmäki–Korso
- 738 Kalasatama–Hakunila–Sorsakorpi–Kerava

De l'arrêt Päiväkummuntie
- 721 Hakaniemi–Havukoski–Päiväkumpu–Rekola–Koivukylä
- 721N Rautatientori–Kuninkaala–Jokiniemi–Havukoski–Päiväkumpu–Rekola–Koivukylä
- 723 Ligne de service, Peijas–Havukoski–Rekola Päiväkumpu
- 724 Tikkurila–Havukoski–Päiväkumpu

De l'arrêt Lähdemäentie
- 739 Rautatientori–Kuninkaanmäki–Nikinmäki–Korso
- 785K Rautatientori – Kuninkaanmäki – Nikkilä
- 787K Rautatientori – Kuninkaanmäki – Nikkilä – Pornainen
- 788K Rautatientori – Kuninkaanmäki – Nikkilä – Hinthaara – Porvoo

## Galerie

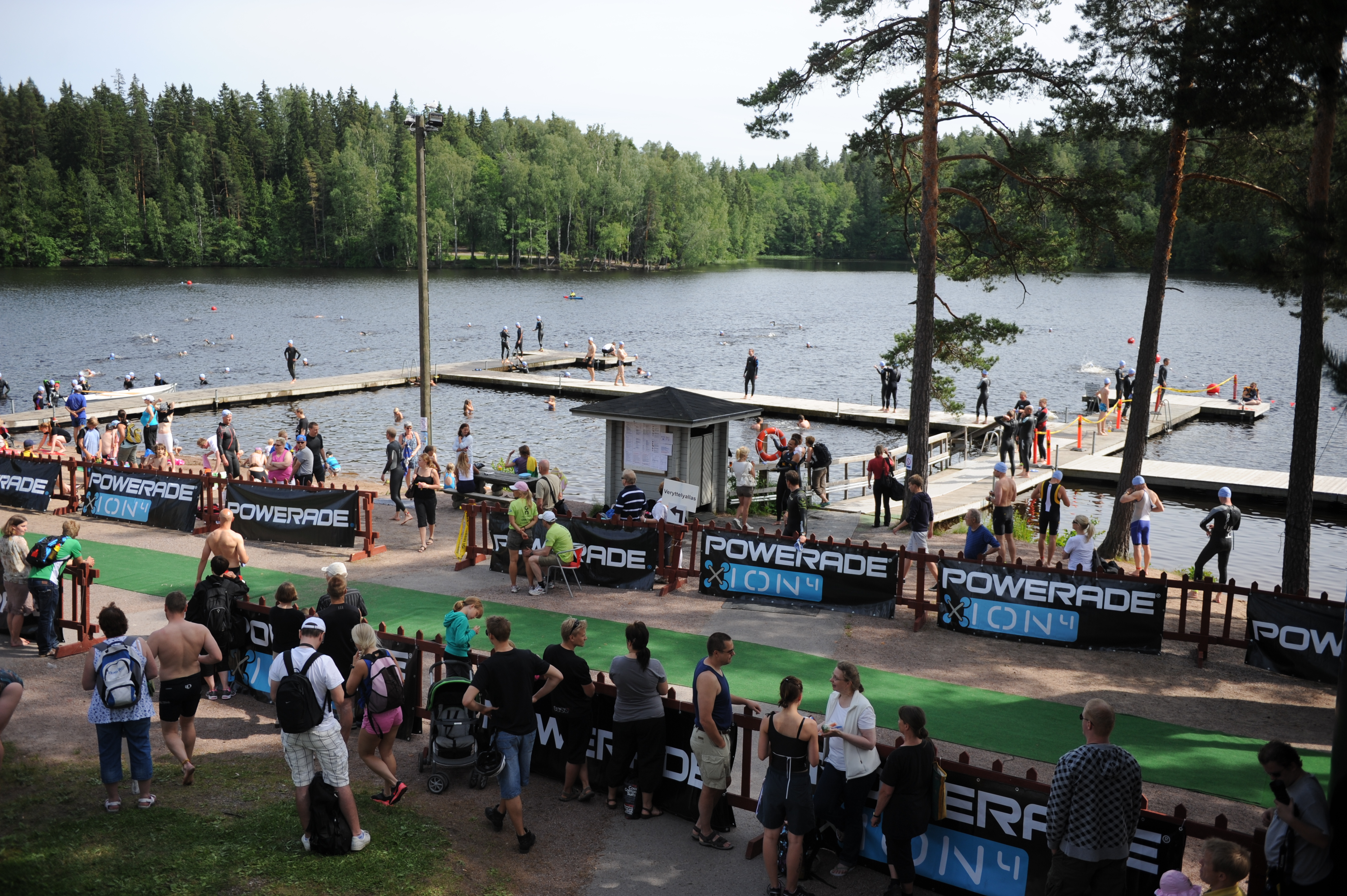
Triathlon au lac Kuusijärvi.
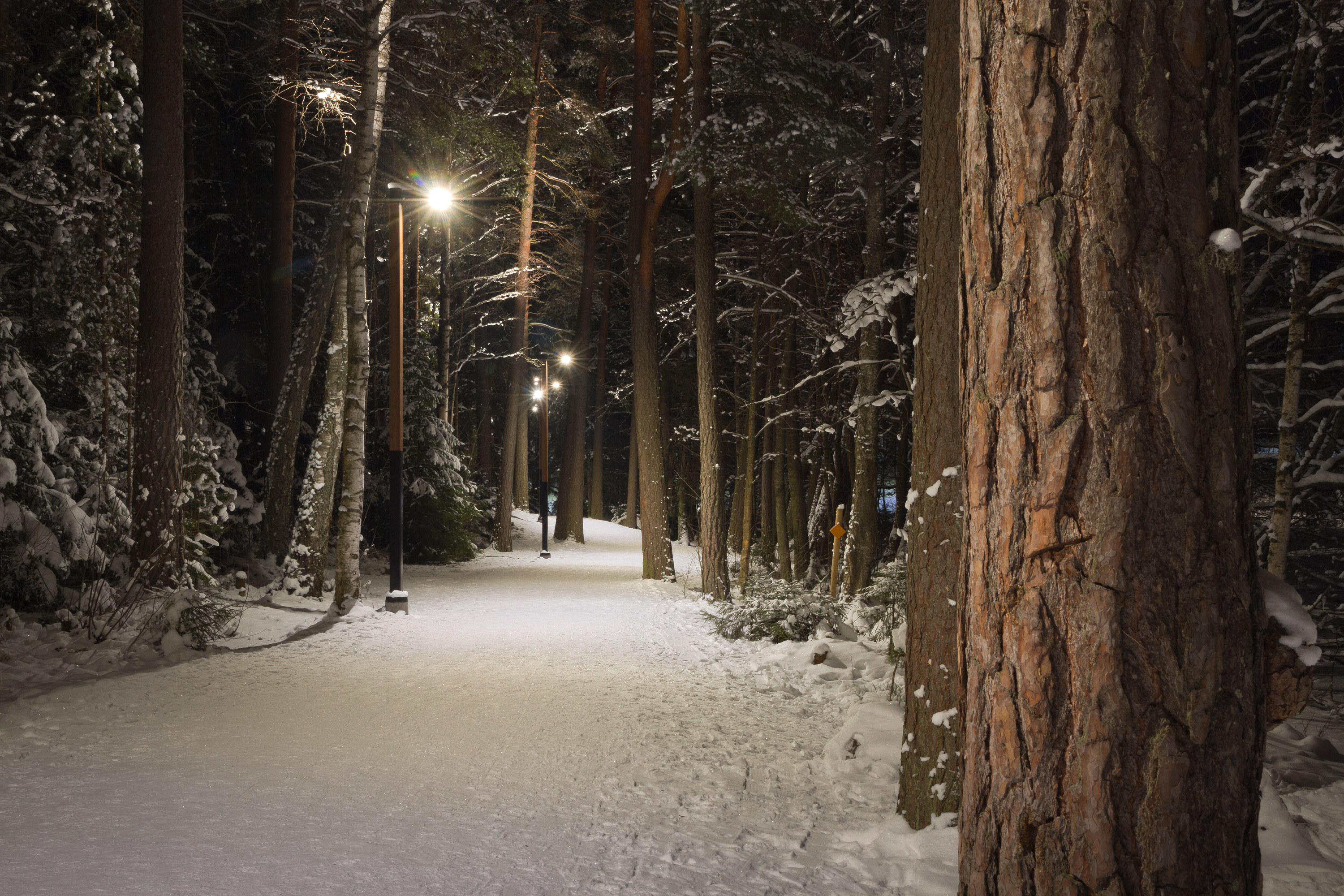
Piste éclairée du lac Kuusijärvi.
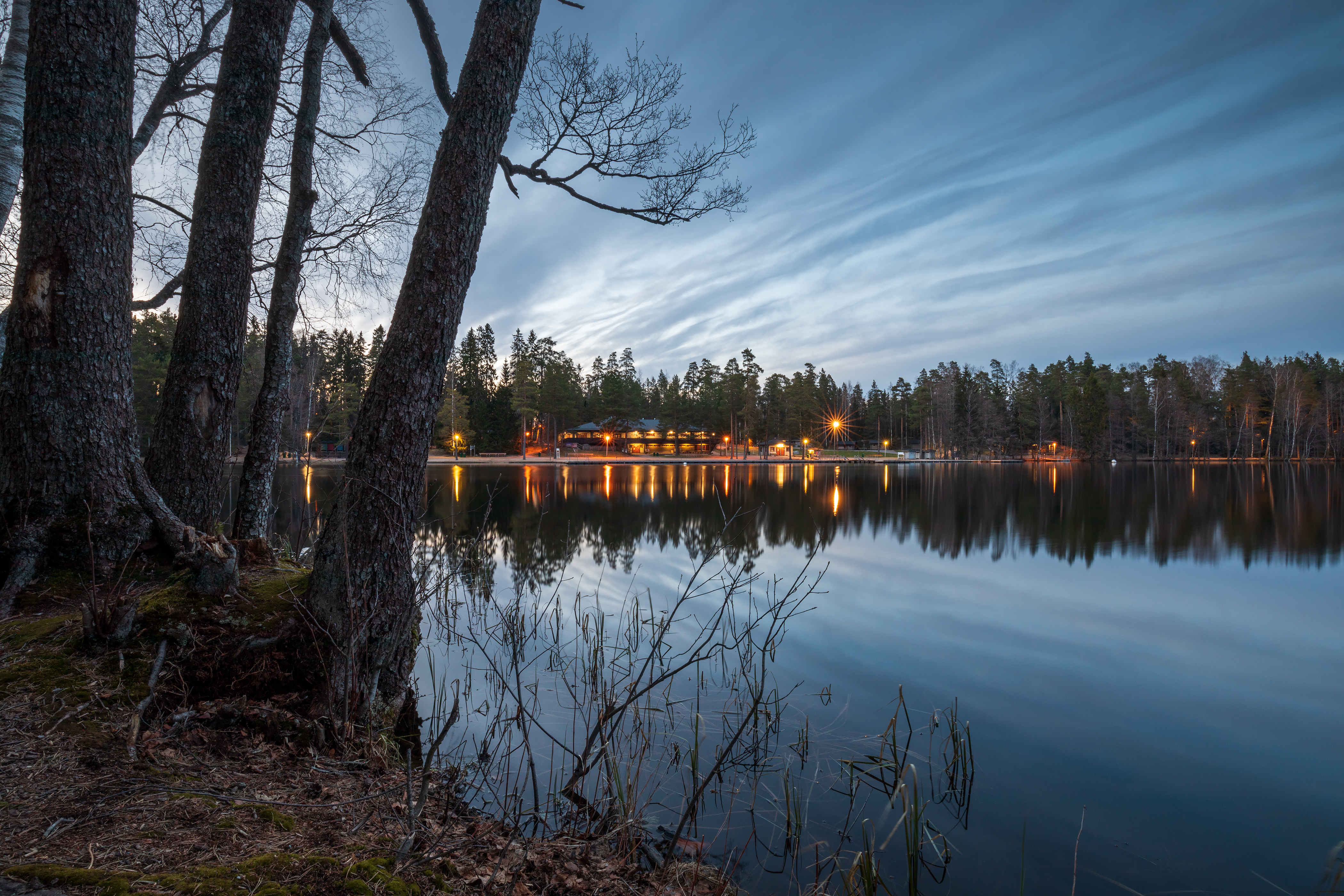
Soirée sur la rive du Kuusijärvi.